# Karl-Heinz Hopp
Karl-Heinz Hopp (født 20. november 1936 i Allenstein, død 11. februar 2007 i Lübeck) var en tysk roer, olympisk guldvinder og tredobbelt europamester. Han dyrkede også moderne femkamp og arbejdede som dyrlæge.
Hopp stillede op for ATV Ditmarsia i Kiel og var med til at vinde EM-guld i firer med styrmand i 1958 og i otter i 1959.
Otteren repræsenterede det fællestyske hold ved OL 1960 i Rom, hvor USA var storfavorit, idet de havde vundet samtlige de olympiske finaler, de havde deltaget i indtil da. Tyskernes EM-vindere fra 1959 var blandt de både, der blev set som mulige konkurrenter til OL-titlen, og tyskerne mødte op med et nyt åredesign. I indledende heat vandt de da også sikkert, hvorpå de vandt finalen i ny olympisk rekord foran Canada og Tjekkoslovakiet, mens USA meget overraskende måtte nøjes med en femteplads. Besætningen bestod foruden Hopp af Klaus Bittner, brødrene Frank og Kraft Schepke, Manfred Rulffs, Karl-Heinrich von Groddeck, Walter Schröder, Hans Lenk og styrmand Willi Padge. Han modtog i både 1959 og 1960 sammen med resten af otterbesætningen Vesttysklands fineste sportspris, Silbernes Lorbeerblatt.
Hopp stillede ved EM i 1961 op i firer med styrmand for Vesttyskland og vandt guld. Han vandt i alt seks vesttyske mesterskaber gennem sin rokarriere. Efter 1961 begyndte han at dyrke moderne femkamp og kom på det vesttyske landshold i denne sport. Han var især glad for ride-delen af sporten og kom til at arbejde som dyrlæge. Desuden opbyggede han sammen med sin hustru et stutteri i nærheden af Lübeck.

## OL-medaljer
- 1960:  Guld i otter